# Eletroquímica quântica
A escola científica da eletroquímica quântica foi fundada na década de 1960 por Revaz Dogonadze. De forma geral, este campo engloba as ideias vindas da eletrodinâmica, mecânica quântica e eletroquímica, sendo portanto objeto de estudo de um grupo bastante amplo e diversificado de pesquisadores.
De maneira mais especifica, a eletroquímica quântica é a aplicação de ferramentas da mecânica quântica, como a teoria do funcional da densidade, no estudo de processos eletroquímicos, incluindo a transferência de elétrons em eletrodos. Também inclui modelos da Teoria de Marcus.

## História e contribuidores
O primeiro desenvolvimento da "eletroquímica quântica" é difícil de ser identificado. Tal fato não é muito surpreendente, já que o desenvolvimento da mecânica quântica na química pode ser resumido como a aplicação dos modelos da equação de Schrodinger em átomos e moléculas. Sendo assim, a eletroquímica, que esta relacionada particularmente com os estados eletrônicos de alguns sistemas específicos, já é, por sua natureza, ligada ao modelo quântico do elétron na química quântica. Houve defensores da eletroquímica quântica que aplicaram a mecânica quântica à eletroquímica com ardor, limpidez e precisão incomuns. Entre eles estava Revaz Dogonadze e seus colaboradores. Eles desenvolveram um dos primeiros modelos quânticos para reação de transferência do próton em sistemas químicos. Dogonadze é um fomentador da eletroquímica quântica que é particularmente celebrado, e é creditada a ele a formação de uma escola de verão de eletroquímica quântica com sede na Iugoslávia. Ele é o principal autor de duas importantes teorias no campo da eletroquímica quântica. Outro importante contribuidor foi Rudolph A. Marcus, que venceu o Prêmio Nobel de Química em 1992 por sua Teoria das Reações de Transferência de Elétrons em Sistemas Químicos.